# Lucas Drouillet
Pour les articles homonymes, voir Drouillet.
Lucas Drouillet, né le 24 octobre 1995 à Bordeaux, est un footballeur français international de Beach soccer.

## Biographie

### En club
Alors joueur de football traditionnel à Saint-Aubin-du-Médoc, son équipe participe à un tournoi de beach soccer en juin 2016. Le FC Saint-Médard-en-Jalles lui propose de rejoindre sa section de beach soccer.
Bien qu'international sur plage, il ne joue qu'au plus haut niveau départemental avec St-Aubin. Fidèle à son club où il déclare jouer pour le plaisir, il refuse plusieurs offres de clubs de divisions supérieures pour pouvoir se consacrer au beach soccer le reste du temps. 
En août 2018, il participe à son deuxième championnat de France accompagné de plusieurs internationaux comme Yannick Fischer et Baptiste Bizot. 

### En équipe nationale
Dès août 2016, deux mois après ses débuts sur sable, il rencontre Arnaud Proust, adjoint de l’équipe de France, qui lui propose de  rejoindre l’équipe de France U21 en Hongrie pour un tournoi international.
En avril 2018, il fait partie de la liste de l'équipe de France A établie par Stéphane François pour une double confrontation amicale à la Belgique, au Touquet, puis en mai face à l'Angleterre avec ses coéquipiers en club Thomas Jaquemin et Baptiste Bizot. Fin août 2018, Lucas Douillet est à Warnemünde avec l’équipe de France de beach soccer afin de jouer l’Euro Beach Soccer League. 
En août 2019, il est convoqué par Gérard Sergent pour disputer l'Euro Beach Soccer League à Catane,. Il reste dans la sélection qui termine troisième des Jeux méditerranéens de plage de 2019 à la fin du mois. 

## Statistiques en équipe de France
| Années     | 2018 | 2019 | Total |
| ---------- | ---- | ---- | ----- |
| Sélections | 5    | 4    | 9     |
| Buts       | 1    | 0    | 1     |

## Palmarès
- Jeux méditerranéens de plage
  - Troisième : 2019 avec la France

- Championnat de France de beach soccer
  - Quatrième : 2017, 2018 et 2019